# Liste d'explosions accidentelles impliquant du nitrate d'ammonium
 (juin 2025).
La mise en forme du texte ne suit pas les recommandations de Wikipédia : il faut le « wikifier ».
Les points d'amélioration suivants sont les cas les plus fréquents. Le détail des points à revoir est peut-être précisé sur la page de discussion.
- Les titres sont pré-formatés par le logiciel. Ils ne sont ni en capitales, ni en gras.
- Le texte ne doit pas être écrit en capitales (les noms de famille non plus), ni en gras, ni en italique, ni en « petit »…
- Le gras n'est utilisé que pour surligner le titre de l'article dans l'introduction, une seule fois.
- L'italique est rarement utilisé : mots en langue étrangère, titres d'œuvres, noms de bateaux, etc.
- Les citations ne sont pas en italique mais en corps de texte normal. Elles sont entourées par des guillemets français : « et ».
- Les listes à puces sont à éviter, des paragraphes rédigés étant largement préférés. Les tableaux sont à réserver à la présentation de données structurées (résultats, etc.).
- Les appels de note de bas de page (petits chiffres en exposant, introduits par l'outil «  Source ») sont à placer entre la fin de phrase et le point final[comme ça].
- Les liens internes (vers d'autres articles de Wikipédia) sont à choisir avec parcimonie. Créez des liens vers des articles approfondissant le sujet. Les termes génériques sans rapport avec le sujet sont à éviter, ainsi que les répétitions de liens vers un même terme.
- Les liens externes sont à placer uniquement dans une section « Liens externes », à la fin de l'article. Ces liens sont à choisir avec parcimonie suivant les règles définies. Si un lien sert de source à l'article, son insertion dans le texte est à faire par les notes de bas de page.
- La présentation des références doit suivre les conventions bibliographiques. Il est recommandé d'utiliser les modèles {{Ouvrage}}, {{Chapitre}}, {{Article}}, {{Lien web}} et/ou {{Bibliographie}}. Le mode d'édition visuel peut mettre en forme automatiquement les références.
- Insérer une infobox (cadre d'informations à droite) n'est pas obligatoire pour parachever la mise en page.

Pour une aide détaillée, merci de consulter Aide:Wikification.
Si vous pensez que ces points ont été résolus, vous pouvez retirer ce bandeau et améliorer la mise en forme d'un autre article.
Cet article présente une liste d'explosions accidentelles impliquant du nitrate d'ammonium. Le nitrate d'ammonium (NH4NO3) est un sel largement utilisé comme base de produit fertilisant (l'ammonitrate) en agriculture en raison de son apport en azote. Il est aussi employé dans l'industrie comme explosif. Il a également un usage moins répandu de réfrigérant. Dans le premier cas, il s'agit du NAA (nitrate d'ammonium pour l'agriculture, en anglais FGAN : Fertilizer Grade Ammonium Nitrate) fabriqué sous forme de granulés blanchâtres enrobés pour éviter le mottage, et dans le second cas de NAI (nitrate d'ammonium industriel) dont les granulés sont rendus poreux pour faciliter les réactions chimiques. C'est un explosif stable qui détone lorsqu'il est amorcé par un détonateur ou après un incendie avec confinement lorsqu'il y a ajout de combustible, car le nitrate est spontanément un comburant. C'est le cas de l'ANFO, mélange de nitrate d'ammonium et de fioul. Ces deux cas expliquent en grande partie pourquoi il cause des explosions accidentelles, soit dans l'industrie, soit lors du transport.
Depuis la fin des années 1980, dix incidents en France susceptibles d'avoir impliqué le nitrate d'ammonium ont été recensés.

## Tableau récapitulatif
| Pays                      | Lieu                        | Date              | Mort(s) | Tonnage     | Article                                 |
| ------------------------- | --------------------------- | ----------------- | ------- | ----------- | --------------------------------------- |
| États-Unis                | Gibbstown (en) (New Jersey) | 14 janvier 1916   | 1       | 1,81        |                                         |
| Royaume-Uni               | Faversham                   | 2 avril 1916      | 115     | 700         |                                         |
| États-Unis                | Oakdale (Pennsylvanie)      | 15 septembre 1916 | 6       | 1,36        |                                         |
| Allemagne                 | Kriewald                    | 26 juillet 1921   | 19      | 30          |                                         |
| Allemagne                 | Oppau                       | 21 septembre 1921 | 561     | 4 500       | Explosion d'Oppau                       |
| États-Unis                | Nixon (New Jersey)          | 1er mars 1924     | 20      | 2           | Catastrophe de Nixon Nitration Works    |
| Belgique                  | Tessenderlo                 | 29 avril 1942     | 189     | 150         | Catastrophe de Tessenderlo              |
| États-Unis                | Texas City (Texas)          | 16 avril 1947     | 581     | 2 086 + 870 | Catastrophe de Texas City               |
| France                    | Brest                       | 28 juillet 1947   | 29      | 1 700-3 309 | Explosion de l'Ocean Liberty            |
| États-Unis                | Roseburg (Oregon)           | 7 août 1959       | 14      | 4,1         |                                         |
| Australie                 | Taroom (Queensland)         | 30 août 1972      | 3       | 12          | Explosion de 1972 à Taroom              |
| États-Unis                | Kansas City (Missouri)      | 29 novembre 1988  | 6       | 23          |                                         |
| Papouasie-Nouvelle-Guinée | Mine de Porgera             | 2 août 1994       | 11      | 80          |                                         |
| États-Unis                | Sergeant Bluff (Iowa)       | 13 décembre 1994  | 4       |             | Explosion de l'usine de Port Neal (en)  |
| Chine                     | Xingping (Shaanxi)          | 6 janvier 1998    | 22      | 27,6        |                                         |
| France                    | Toulouse                    | 21 septembre 2001 | 31      | 300         | Explosion de l'usine AZF de Toulouse    |
| Corée du Nord             | Ryongchon                   | 22 avril 2004     | 162     |             | Accident ferroviaire de Ryongchon       |
| Roumanie                  | Mihăilești                  | 24 mai 2004       | 18      | 20          | Explosion de Mihăilești                 |
| Mexique                   | Monclova (Coahuila)         | 10 septembre 2007 | 40      | 22          |                                         |
| États-Unis                | West (Texas)                | 17 avril 2013     | 15      | 240         | Explosion de la West Fertilizer Company |
| Chine                     | Port de Tianjin             | 12 août 2015      | 173     | 800         | Explosions de Tianjin en 2015           |
| Liban                     | Beyrouth                    | 4 août 2020       | 220     | 2 750       | Explosions au port de Beyrouth de 2020  |

## Explosions accidentelles ayant impliqué du nitrate d'ammonium

### 2 avril 1916, explosion deFaversham,Kent(Royaume-Uni)
Une grande explosion dans la poudrerie de la société Explosives Loading Company cause la mort de 116 personnes. Cette explosion est la conséquence d'un incendie qui a ravagé des magasins dans lesquels étaient stockées 15 tonnes de TNT et 150 tonnes de nitrate d'ammonium. Le souffle de l'explosion a détruit des fenêtres jusqu'à Southend-on-Sea de l'autre côté de l'estuaire de la Tamise tandis que la secousse était ressentie jusqu'à Norwich.

### 4 octobre 1918, explosion de Morgan,New Jersey(États-Unis)
Pour alimenter en obus les canons des Alliés en Europe, plusieurs usines de munitions furent construites près de la côte du New-Jersey. À la suite de l'incendie d'un atelier de chargement d'explosif qui dura une journée, la nuit quelques obus propulsés en l'air retombèrent dans un magasin de 4 000 tonnes de nitrate d'ammonium et y explosèrent. L'un d'eux provoqua une forte détonation. Malgré d'autres détonations d'obus similaires, une grande partie du stock de nitrate en barils ne fut pas détruit. La série d'explosions tua une centaine de personnes et les pompiers et autres bénévoles furent impuissants à arrêter le feu.

### 26 juillet 1921, explosion de Kriewald/Knurów,Silésie
Pour désagréger trente tonnes de nitrate d'ammonium pris en masse dans deux wagons, on y fit exploser une cartouche d'explosif minier. Les wagons explosèrent. Dix-neuf personnes furent tuées.

### 21 septembre 1921,explosion d'Oppau,Rhénanie(Allemagne)

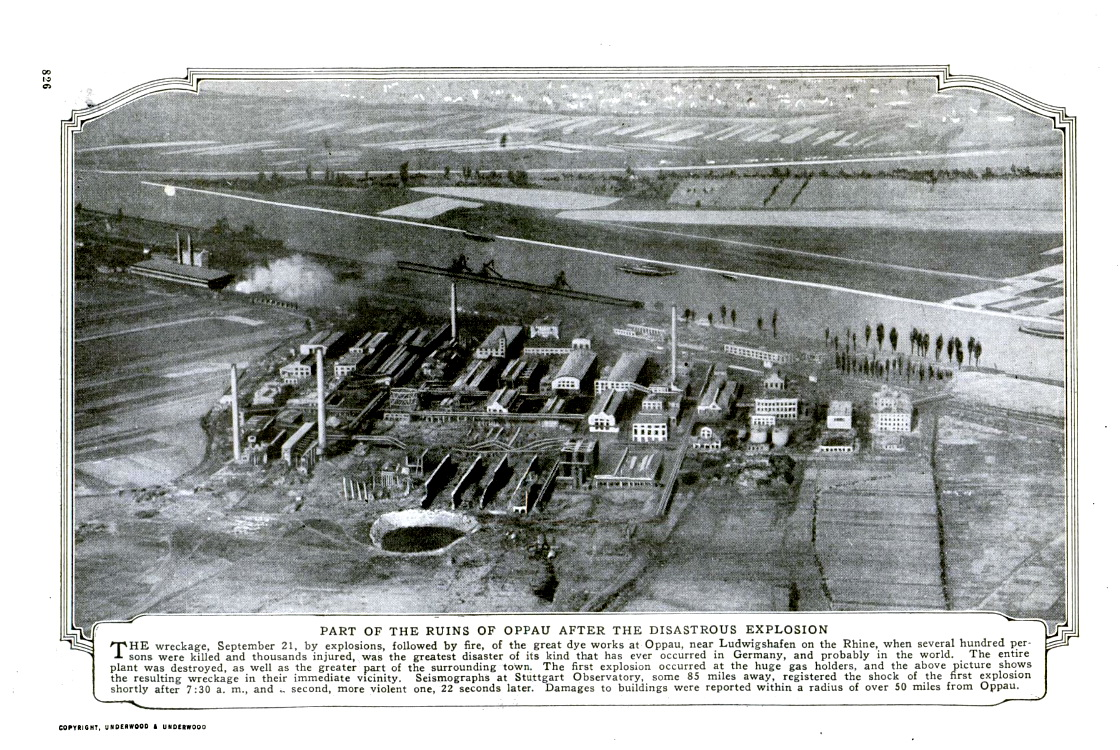
Vue du site d'Oppau, en 1921, après l'explosion d'un silo contenant du nitrate d'ammonium sulphate.

L'explosion, à la suite d'un tir de mine, d'un hangar contenant 4 500 tonnes d'un mélange moitié de sulfate d'ammonium et moitié de nitrate d'ammonium, provoqua la mort de 561 personnes et la destruction de 700 logements. L'usine avait l'habitude de désagréger les tas à l'explosif et avait, à la date de la catastrophe, fait plus de 20 000 tirs. On suppose que la mine explosa dans une région du tas où la concentration en nitrate d'ammonium était plus élevée que la moyenne. La sensibilité du mélange à l'entraînement explosif augmente très vite avec la concentration en nitrate d'ammonium, ce qui explique qu'une partie seulement (450 tonnes) du tas ait explosé.

### 1ermars 1924,catastrophe de Nixon Nitration Works,New Jersey(États-Unis)
Un incendie, suivi d'explosions, fit rage dans un magasin de nitrate d'ammonium pollué de composés nitrés. Ce nitrate était fabriqué avec de l'acide nitrique provenant d'acide nitrique résiduaire de fabrication de trinitrotoluène.

### 16 novembre 1936 et 4 avril 1940, explosions deMiramas(France)
En 1936, à la suite d'un incendie, une explosion à la Poudrerie de Miramas a causé 53 décès, plus de deux cents blessés et de gros dégâts. En avril 1940 une autre explosion cause onze décès.

### 5 août 1940, explosion deMiramas(France)
Un tas de 240 tonnes de nitrate d'ammonium pur en sacs explosa après un incendie provoquant l'émission de fumées rousses. L'enquête conclut que l'explosion avait été déclenchée par celle d'un obus projeté par une autre explosion, en l'occurrence d'un wagon de munitions voisin.

### 29 avril 1942, désastre deTessenderlo(Belgique)
Le 29 avril 1942, le tir d'une cartouche provoqua l'explosion d'un tas de 150 tonnes de nitrate d'ammonium sur le site de la société des produits chimiques de Tessenderlo (PCT) à Tessenderlo, province de Limbourg en Belgique. Bilan : 189 morts, 900 blessés et importants dégâts matériels dans les environs.

### 16 et 17 avril 1947,catastrophe de Texas City,Texas(États-Unis)
Le cargo français Grandcamp, de type Liberty ship, en cours de chargement, contenait 2 080 tonnes de nitrate d'ammonium en sacs (32,5 % d'azote, 4 % de charges minérales, 1 % de bitume) quand un incendie fut détecté. Pour étouffer l'incendie, le capitaine fit fermer les panneaux de cale et envoyer de la vapeur sous pression. Malheureusement, cette cargaison n'a pas besoin d'oxygène pour continuer à brûler une fois le feu pris. Au contraire, la chaleur de la vapeur accéléra la réaction. La pression augmenta et, après une heure, la cargaison explosa. Elle provoqua la mort de plusieurs centaines de personnes et l'incendie du cargo High Flyer, amarré à 250 m, qui contenait 1 050 t de soufre et 960 t de nitrate d'ammonium. Le High Flyer explosa à son tour le lendemain 17 avril, après avoir brûlé près de seize heures. Un stock de 500 t du même nitrate d'ammonium qui se trouvait sur le quai, prit feu également, mais brûla sans exploser. Les experts expliquent cette différence de comportement par le confinement plus important dans la cale des bateaux.

### 28 juillet 1947,explosion de l'Ocean LibertyàBrest(France)

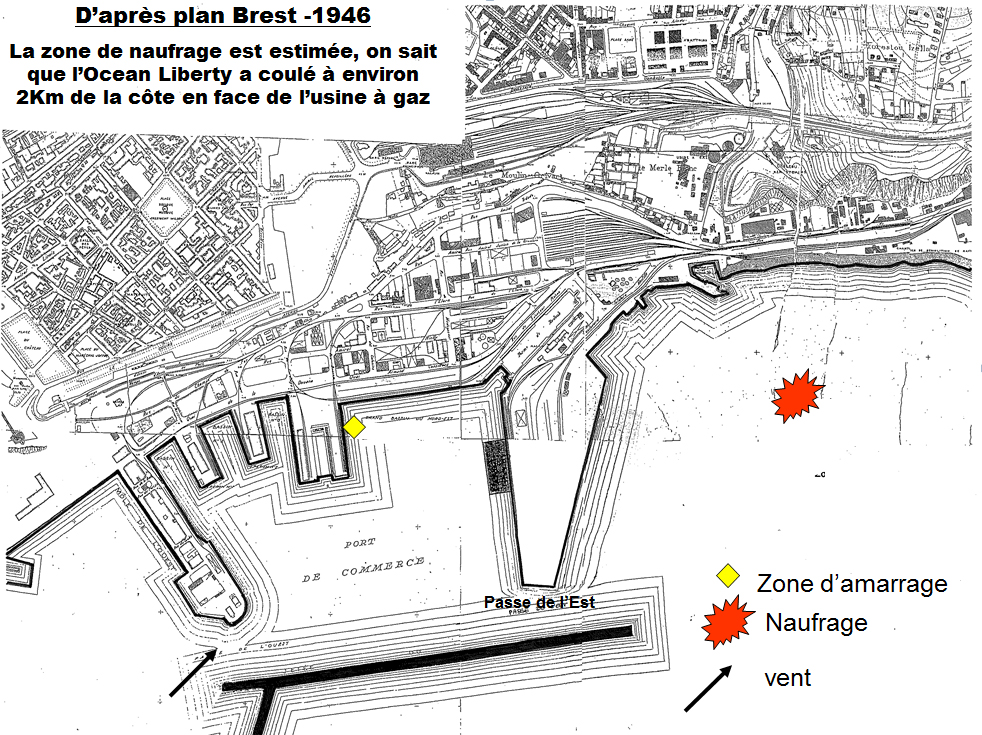
Plan du port de Brest en 1946, localisation de la zone d'amarrage et de la zone du naufrage de l’Ocean Liberty.

Le cargo Ocean Liberty était chargé de 3 300 tonnes de nitrate d'ammonium et de marchandises inflammables (combustibles, lubrifiants, solvants, polystyrène, pneumatiques). Le feu se déclencha vers 12 h 30. Le capitaine fit fermer les cales et envoyer de la vapeur sous pression. La situation s'aggravant, le bateau fut remorqué en rade vers 14 h, mais s'échoua sur le banc de Saint-Marc à quelques centaines de mètres de la plage la plus populaire de Brest. De la fumée noire et rousse s'en échappait et l'incendie devint très violent. Le cargo explosa à 17 h causant 29 morts et d'importants dégâts dans la ville de Brest pourtant abritée par les hautes falaises qui dominent la rade. Le bruit de la détonation fut entendu jusqu'à Morlaix, à 60 km. Un raz-de-marée de quelques mètres se fit sentir jusque dans le chenal du Four, à plus de 30 km. Dans les deux cas, il s'agit de l'explosion, dans des conditions fortement confinées, du mélange très sensible de nitrate d'ammonium et de combustibles liquides.

### 23 janvier 1953, explosion du cargoTirreniaenmer Rouge
Le 23 janvier 1953, le cargo finlandais Tirrenia, chargé de 4 000 tonnes de nitrate d'ammonium, prend feu au large de Port-Soudan. Le capitaine a recours à la vapeur pour tenter d'arrêter l'incendie. L'échec de cette tentative le conduit à abandonner son navire qui explosa dans la nuit et sombra par 19° 11' N, 39° 18' E,.

### 7 août 1959, explosion deRoseburg(États-Unis)
Un camion transportant de la dynamite et du nitrate d'ammonium a pris feu tôt le matin du 7 août 1959. Son explosion provoque la mort de 14 personnes et en blesse 125 autres. Plusieurs blocs du centre de Roseburg ont été détruits. L'accident est connu localement sous le nom de « The Blast ».

### 30 août 1972, explosion deTaroom(Australie)
Le 30 août 1972 un camion transportant environ vingt tonnes de nitrate d'ammonium explose au nord de Taroom dans une région désertique du Queensland. Un incendie d'origine électrique provoque la fonte du nitrate qui se répand sur la chaussée puis fait exploser le réservoir de carburant. Il se déclenche alors une violente détonation qui crée un vaste cratère dans la chaussée et cause trois morts,.

### 29 novembre 1988, explosions deKansas City(États-Unis)
Deux remorques routières, chargées chacune de 23 tonnes d'explosifs à base de nitrate d'ammonium, ont explosé le 29 novembre 1988 à Kansas City (Missouri) sur un chantier routier.
Les explosifs étaient destinés au dynamitage de rochers pour la construction de l'autoroute Highway 71.
Ces explosions ont provoqué la mort de six personnes, des pompiers de Kansas City appelés pour lutter contre un feu sur un véhicule situé près des remorques. Les pompiers connaissaient la présence d'explosifs sur le chantier, mais ils ignoraient que ces remorques servaient de « magasins » remplis d'explosifs.
À 4 h 7, l'un des « magasins » prit feu et une explosion catastrophique s'ensuivit, tuant les six pompiers instantanément.
Une seconde explosion est intervenue 40 min plus tard, alors que les pompiers s'étaient mis en retrait.
Les explosions ont créé deux cratères de 30 m environ de diamètre sur 2,4 m de profondeur.
Les fenêtres ont été brisées dans un rayon de 15 km environ et les explosions ont été entendues jusqu'à 60 km du site.
L'enquête a montré que des incendies criminels déclenchés par des individus mêlés à un conflit du travail avec l'entreprise de construction étaient à l'origine des explosions.
Le nitrate d'ammonium était mélangé avec du fioul et de l'aluminium en poudre pour former un mélange détonant amorcé par une petite quantité de dynamite.

### 13 décembre 1994,explosion de l'usine de Port Neal, à25kmau sud de Sioux-city, Iowa,États-Unis
L'accident explosif se déroule durant la fabrication sur le site industriel de Terra industries près de Sioux City. Une première déflagration concerne le réacteur chargé d'environ 75 t de nitrate d’ammonium, destinées à la fabrication d’engrais. La seconde détonation a lieu dans le réservoir de nitrate d’ammonium de l'usine. Le bilan de cette catastrophe fait état de 4 morts et de 18 blessés. La dévastation par un puissant effet de souffle qui a pu être ressenti physiquement à plus de 50 km de distance a détruit les bâtiments du site industriel et les aménagements des environs, générant en quelques minutes un paysage de guerre.

### 21 septembre 2001explosion de l'usine AZF de Toulouse(France)
L’usine AZF de Toulouse est détruite le 21 septembre 2001 par l’explosion d’un stock de 300 tonnes de nitrate d'ammonium, entraînant la mort de 31 personnes, faisant 2 500 blessés et de lourds dégâts matériels. Le 24 septembre 2012, onze ans après l’explosion, la cour d’appel de Toulouse prononce la condamnation de la société Grande Paroisse, propriétaire d’AZF, et de son ancien directeur Serge Biechlin. Le 13 janvier 2015 la Cour de cassation a cassé l'arrêt AZF de la Cour d'appel de Toulouse et a délocalisé le procès à Paris. Le procès en Appel s'est tenu à Paris et le 31 octobre 2017 la cour d’appel de Paris condamne l'ancien directeur de l'usine AZF Serge Biechlin à quinze mois de prison avec sursis et la société Grande Paroisse à une amende de 225 000 euros.

### 2 octobre 2003, explosion deSaint-Romain-en-Jarez(France)
Un incendie se déclare à Saint-Romain-en-Jarez (département de la Loire) dans une grange contenant de gros ballots de paille (démarrage de l'incendie), une chambre froide pour la conservation des fruits, des cagettes en plastique de fruits, vides et quatre tonnes d'ammonitrate conditionné en conteneurs souples (sacs de 500 kg). L'incendie se propage de la paille aux parois de la chambre froide, puis aux cagettes en plastique, qui brûlent et fondent, faisant ainsi un mélange détonant avec le nitrate agricole. Il s'est écoulé environ une heure quinze minutes entre l'appel aux pompiers pour éteindre le feu de paille et l'explosion du nitrate. Dix-huit personnes ont été blessées, principalement des pompiers, dont deux grièvement.

### 9 mars 2004, explosion deBarracas(Espagne)
Un camion chargé de 25 tonnes de nitrate d'ammonium 33 % pour engrais, en vrac, explose à Barracas (Communauté valencienne) sur la route nationale 234 Burgos - Sagonte, à la suite d'une collision, faisant deux morts et trois blessés. L'explosion, entendue à 10 km à la ronde, s'est produite une demi-heure après la collision, et s'explique par le fait que l'accident a entraîné la mise en contact du nitrate (comburant) avec le gazole du réservoir (carburant) et par l'incendie qui s'est produit. Elle a créé un cratère important de 5 m de diamètre et de profondeur.

### 22 avril 2004,accident ferroviaire de Ryongchon(Corée du Nord)
L'explosion de la gare de Ryongchon (ville de 130 000 habitants située à 20 km de la frontière chinoise) provoqua la mort de 161 personnes et plus de 1 300 blessés. La gare fut rasée, ainsi que tous les bâtiments dans un rayon de 500 m, près de 8 000 logements sont détruits ou endommagés. Deux énormes cratères de huit à dix mètres de profondeur furent vus sur le lieu de l'accident, dont les circonstances précises ne sont pas connues. Les autorités évoquèrent une erreur humaine. En l'absence d'informations, les causes et la nature de l'accident ont fait l'objet de beaucoup de conjectures. L'implication du nitrate d'ammonium est une de ces hypothèses.

### 24 mai 2004,explosion de Mihăilești(Roumanie)
Le 24 mai 2004 un accident routier impliquant un camion transportant vingt tonnes de nitrate d'ammonium, en sacs de 50 kg, se produisit à Mihăilești dans le județ de Buzău (région historique de la Valachie). Le camion se renversa vers 4 h 55 et prit feu. Au bout d'une heure, une violente explosion provoqua la mort de 18 personnes et en blessa grièvement une dizaine. L'explosion creusa un cratère d'environ quinze mètres de diamètre et dix mètres de profondeur.

### 10 septembre 2007, explosion deMonclova(Mexique)
À Monclova, ville mexicaine de l'État de Coahuila, le 10 septembre 2007, un semi-remorque chargé de 27 t de nitrate d'ammonium pour explosifs entra en collision avec un autre camion, faisant trois morts sur le coup. Un incendie se déclencha alors dans la cabine du semi-remorque et entraîna au bout de 40 min environ une forte explosion, faisant 150 blessés et 37 morts supplémentaires. L'explosion creusa un cratère de 9 m de diamètre et 1,8 m de profondeur.

### 17 avril 2013,explosion de la West Fertilizer Company(États-Unis)

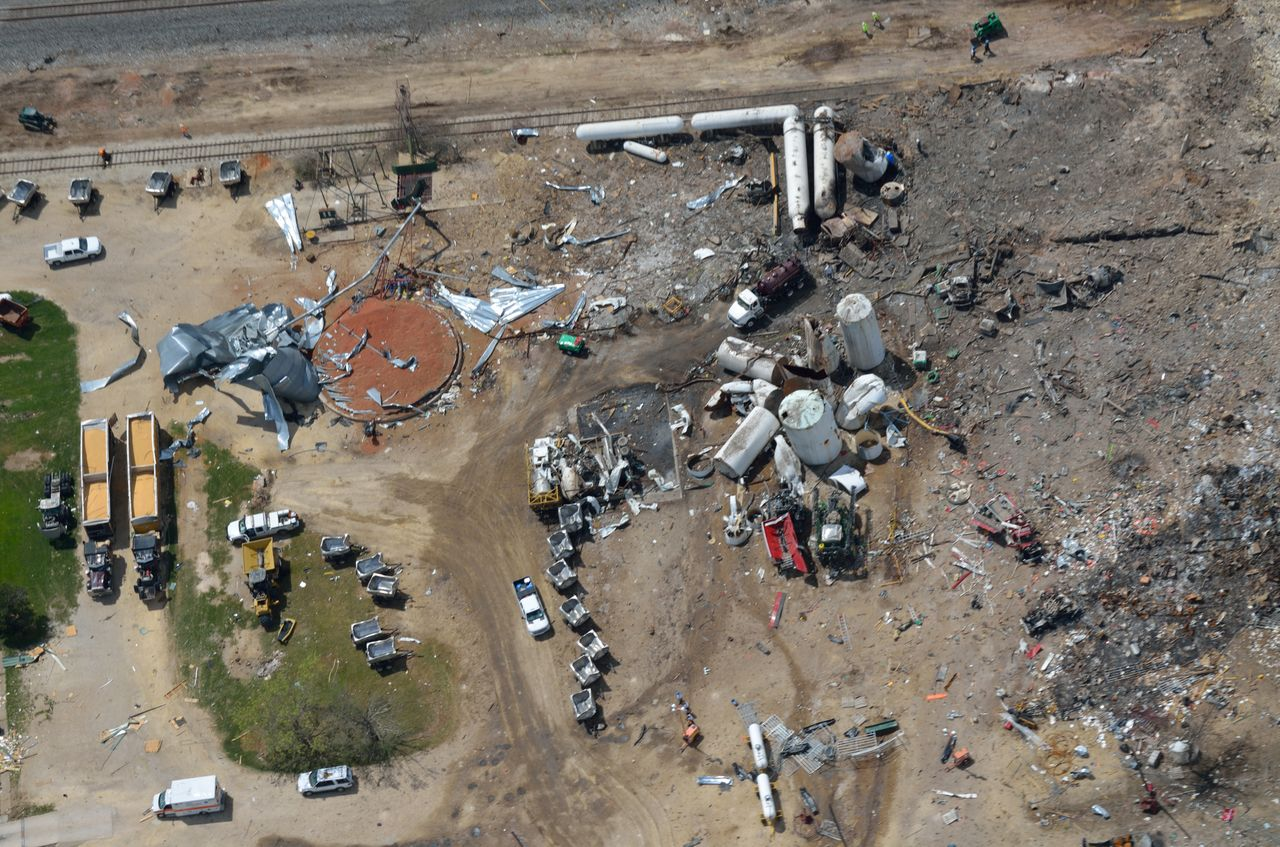
Photo aérienne prise quelques jours après l'explosion de la West Fertilizer Co.

Explosion survenue dans un centre de stockage de la West Fertilizer Company  à West (Texas), où 270 tonnes de nitrate d'ammonium étaient stockées,, La chronologie des événements et la quantité de produit sont compatibles avec le scénario d'un feu suivi d'une très importante explosion. Le bilan définitif de la catastrophe est de quinze morts, deux cents blessés et 350 habitations détruites. Après une controverse sur les causes de l'explosion, le 28 janvier 2016, le CSB (Chimical Safety Board), bureau fédéral chargé de l'enquête, rendit son rapport. Il affirme que la catastrophe est due à l'explosion de FGAN (Fertilizer Grade Ammonium Nitrate : nitrate d'ammonium pour l'agriculture) dont 30 tonnes-us ont détoné sur les 40 à 60 tonnes-us qui étaient stockées. Le CSB indique que la détonation du FGAN se produisit à la suite d'un incendie de 20 minutes et qu'elle est due à l'ajout de matières combustibles au nitrate d'ammonium.

### 12 août 2015,explosion au port de Tianjin(Chine)
À Tianjin, ville du nord de la Chine, le soir du 12 août 2015, un incendie se déclare dans un entrepôt de produits chimiques contenant 2 400 tonnes de marchandises dont 800 tonnes de nitrate d'ammonium et de la nitrocellulose. 40 minutes plus tard, deux explosions consécutives dévastent le port tuant 173 personnes et en blessant 797 autres.

### 4 août 2020,double explosion au port de Beyrouth(Liban)
Le 4 août 2020, le port de Beyrouth, au Liban, est touché par une première explosion qui provoque l'explosion catastrophique de 2 750 tonnes de nitrate d'ammonium, provoquant des dégâts humains (220 morts et 6 500 blessés) et matériels très importants.